# Караваевы дачи
Карава́евы да́чи (укр. Караваєві дачі) — историческая местность, жилой массив города Киева. Расположен между Шулявкой и Отрадным, улицами Янгеля, Смоленской, Гарматной, Отрадным проспектом и железной дорогой.

## История

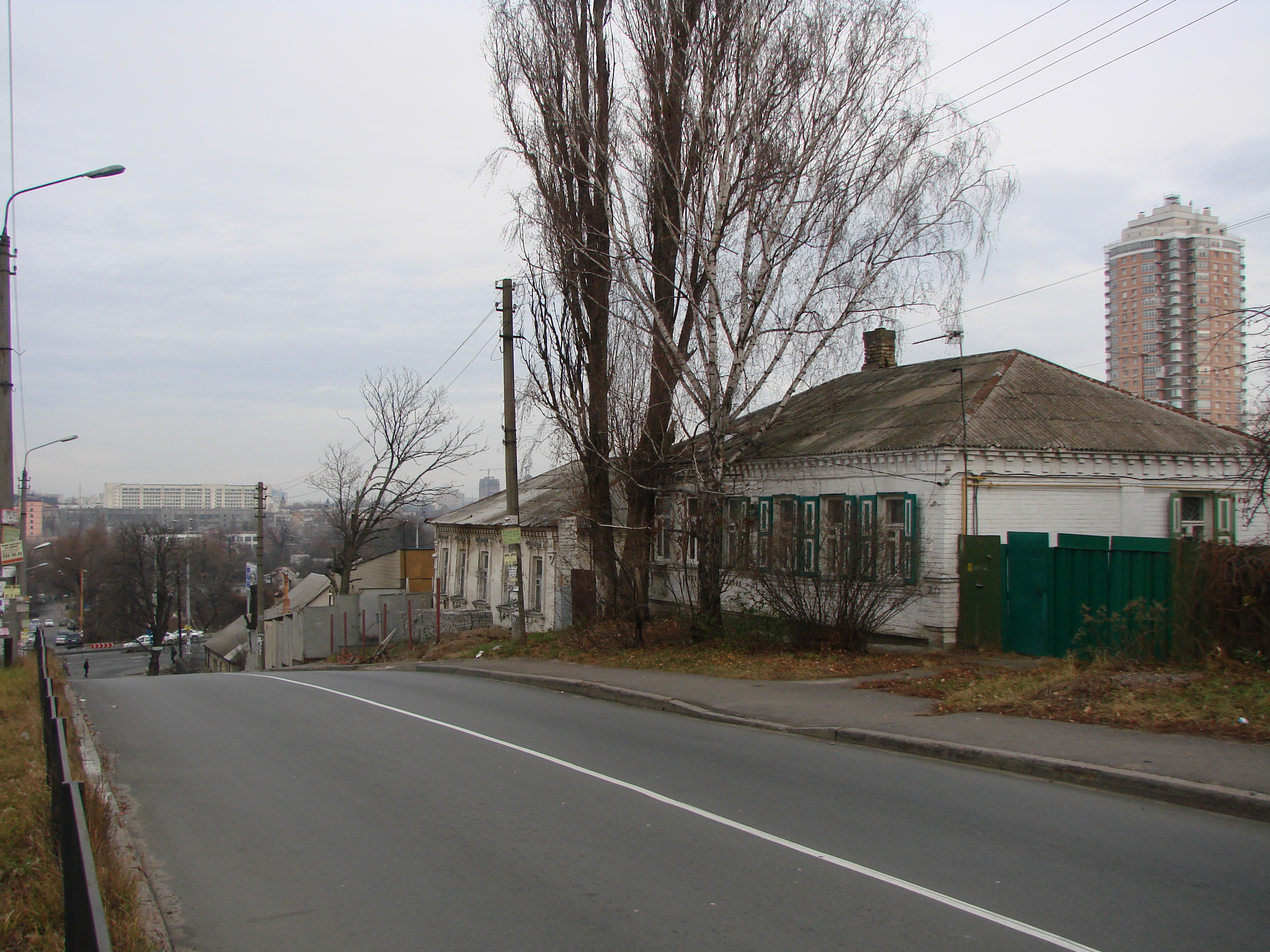
Караваевы дачи: улица Полевая и её старая застройка

В середине XIX века в этой местности был разбит киевский садовый питомник, так называемый Древесный питомник. В 1869 году известный хирург-офтальмолог, профессор В. Караваев, купил часть этих земель. А в 1873 году он увеличил свои владения за счёт присоединения к этому участку земли, купленной у Военной гимназии (кадетского корпуса) и называвшейся «гимназический земельный участок». После смерти профессора Караваевы дачи в 1902–1908 годах были поделены на участки и распроданы под частные усадьбы.
Таким образом на территории Караваевых дач возник рабочий посёлок. Уже в 1914 году его включили в состав города.
В начале XX века здесь также жил и работал украинский советский учёный, зоолог Караваев Владимир Афанасьевич, автор около 100 научных работ.
Территория между нынешней улицей Комбайнеров и станцией Киев-Волынский была застроена в 1930–40-х годах и иногда фигурирует как Новокараваевы дачи. Почти вся застройка первой половины XX столетия снесена в 1970–80-е годы.

## Современность
На Караваевых дачах находится крупный радиорынок и платформа пригородных электропоездов.